# Герб Барвінкового
Герб Барві́нкового — офіційний символ міста Барвінкове Харківської області, затверджений 26 листопада 2002 року рішенням № 123 VI сесії міської ради XXIV скликання Барвінківської міської ради.

## Опис герба
Щит розтятий золотим колоском, у правому лазуровому полі стоїть козак у золотій одежі зі списом у руках, у лівому золотому полі — лазурова квітка барвінку, у зеленій главі — золоте укріплення з трьома вежами та частоколом.
Щит покладено на декоративний вохристий картуш і увінчано срібною міською мурованою тривежною короною.
Міські укріплення та козак розповідають про історичне минуле Барвінкового та його козацькі традиції, а квітка вказує на назву поселення.